# Алиев, Яшар Тофик оглы
Яшар Тофик оглы Алиев (азерб. Yaşar Tofiq oğlu Əliyev; 5 июля 1948, Баку — 8 декабря 2023) — азербайджанский государственный деятель. Дипломат. Доктор медицинских наук, профессор.

## Биография
Родился 5 июля 1948 года в Баку. В 1966 году окончил среднюю школу № 1 г. Баку. В 1971 году окончил Азербайджанский медицинский институт. Получил специальность врача.
В январе 1972 года начал работать в качестве врача в Загульбинском санатории.
До декабря 1982 года работал врачом в операционном отделении, затем — заместителем главного врача, с марта 1984 года — главным врачом Бакинской городской клинической больницы им. Семашко.
Автор более чем 20 научных трудов.
С 1997 года доктор медицины Национальной академии наук Украины.
С 2003 года являлся почётным доктором Академии наук Молдавии.
Яшар Алиев скончался 8 декабря 2023 года в возрасте 75 лет. Похоронен на Ясамальском кладбище.

## Политическая карьера
С октября 1975 по май 1979 года занимал должность второго секретаря Азизбековского райкома комсомола города Баку.
В 1990 году был избран депутатом Верховного Совета Азербайджана XII созыва.
С 14 октября 1994 года являлся заместителем председателя Верховного Совета Азербайджана.
12 ноября 1995 года избран депутатом парламента Азербайджана I созыва.
В 1995—2000 годы — заместитель председателя Милли меджлиса Азербайджана I созыва.
Член партии «Ени Азербайджан».
5 ноября 2000 года избран депутатом Милли меджлиса Азербайджана II созыва от Ханларско-Дашкесанского избирательного округа № 91.
В период работы в Милли меджлисе представлял Азербайджан в различных международных структурах и организациях. Был членом Межпарламентской ассамблеи СНГ. Дважды избирался вице-президентом Организации черноморского экономического сотрудничества.
Являлся председателем азербайджано-иранской межгосударственной комиссии. Являлся членом государственной комиссии по принятию Конституции Азербайджана.
Посол Азербайджана в Китайской Народной Республике (26 июля 2002 — 16 августа 2011).
В связи с назначением послом были прекращены его депутатские полномочия.
Посол Азербайджана в Монголии, Вьетнаме, Южной Корее и Северной Корее (2002—2011). Выполнял данные функции одновременно с должностью посла в Китае.
2 июля 2013 года удостоен персональной пенсии Президента Азербайджанской Республики за активное участие в общественно-политической жизни Азербайджана.

## Семья
Дочь, Сабина с 2019 года является комиссаром по правам человека Азербайджанской Республики.
Жена, Алиева, Рена Курбан кызы — доктор медицинских наук, профессор. Президент Азербайджанской стоматологической ассоциации.

## Награды
- Орден «Слава» (27 июля 2011)[11].
- Орден «Содружество» Межпарламентской ассамблеи государств-участников СНГ (2000).
- Медаль «МПА СНГ. 25 лет» (27 марта 2017, Межпарламентская ассамблея СНГ) — за заслуги в деле развития и укрепления парламентаризма, за вклад в развитие и совершенствование правовых основ функционирования Содружества Независимых Государств, укрепление международных связей и межпарламентского сотрудничества[12].